# Gyraulus euphraticus
Gyraulus euphraticus is een slakkensoort uit de familie van de Planorbidae. De wetenschappelijke naam van de soort is voor het eerst geldig gepubliceerd in 1874 door Mousson.